# Ribeira do Pombal (microregio)
Ribeira do Pombal is een van de 32 microregio's van de Braziliaanse deelstaat Bahia. Zij ligt in de mesoregio Nordeste Baiano en grenst aan de deelstaat Sergipe in het oosten en de microregio's Jeremoabo in het noorden, Euclides da Cunha in het westen, Serrinha in het zuidwesten en Alagoinhas in het zuiden. De microregio heeft een oppervlakte van ca. 7983 km². Midden 2004 werd het inwoneraantal geschat op 300.727.
Veertien gemeenten behoren tot deze microregio:
| - Adustina - Antas - Banzaê - Cícero Dantas - Cipó - Fátima - Heliópolis | - Itapicuru - Nova Soure - Novo Triunfo - Olindina - Paripiranga - Ribeira do Amparo - Ribeira do Pombal |

Mesoregio's: Centro-Norte Baiano · Centro-Sul Baiano · Extremo Oeste Baiano · Metropolitana de Salvador · Nordeste Baiano · Sul Baiano · Vale São-Franciscano da Bahia

Microregio's: Alagoinhas · Barra · Barreiras · Bom Jesus da Lapa · Boquira · Brumado · Catu · Cotegipe · Entre Rios · Euclides da Cunha · Feira de Santana · Guanambi · Ilhéus-Itabuna · Irecê · Itaberaba · Itapetinga · Jacobina · Jequié · Jeremoabo · Juazeiro · Livramento do Brumado · Paulo Afonso · Porto Seguro · Ribeira do Pombal · Salvador · Santa Maria da Vitória · Santo Antônio de Jesus · Seabra · Senhor do Bonfim · Serrinha · Valença · Vitória da Conquista